# 西藏婆婆纳
西藏婆婆纳（学名：Veronica tibetica）为車前草科婆婆纳属下的一个种。

## 扩展阅读
- 維基物種上的相關：西藏婆婆纳